# Lenzspitze
Lenzspitze é uma montanha com 4294 m de altitude, pelo que faz parte dos 4000 dos Alpes, e fica situado no Maciço dos Mischabel dos Alpes Peninos.
Se o ponto culminante deste maciço é Dom de Mischabel (4545 m), na realidade o conjunto é formado por três cumes; o Dom de Mischabel ou Monte Dom, o Täschhorn a sul, e o Alphube a norte, para formam o mais importante grupo montanhoso dos Alpes Suíços.
A primeira ascensão realizou-se em agosto de 1870 e foi efetuada por Clinton Thomas Dent com Alexandre Burgener e Franz Burgener.

## Etimologia
Quando se está em Saas-Fee na primavera, sol nasce quase exatamente por trás do Lenzspitze, razão porque a montanha recebeu o nome de (em alemão:  Lenz = primavera).